# Surie
Susanna Marie Cork, känd som SuRie, född 18 februari 1989 i Harlow, Essex, är en brittisk sångerska. Hon representerade Storbritannien i Eurovision Song Contest 2018 med låten "Storm", som slutade på 24:e plats i tävlingen. Hon var tidigare bakgrundssångare och dansare för Loïc Nottet i Eurovision Song Contest 2015 och var den musikaliska regissören av Ellie Delvaux i Eurovision Song Contest 2017.
Hon uppträdde framför prins Charles som barnsolist och uppträdde i olika brittiska arenor som Royal Albert Hall och Sankt Paulskatedralen och på arenor runt om i världen, inklusive Markuskyrkan i Venedig.

## Diskografi
Album
- Something Beginning With ... (2016)
- Dozen (2019)

EP
- SuRie (2016)
- Out of Universe (2016)

Singlar
- ""Lover, You Should've Come Over" (2017)
- "Storm" (2018)
- "Taking It Over" (2018)
- "Only You and I" (2019)